# 546235 Kolbenheyer
546235 Kolbenheyer este o planetă minoră (asteroid) din centura de asteroizi. A fost descoperită pe 28 octombrie 2010 la Piszkéstetői Obszervatórium⁠(d) de Štefan Kürti⁠(d) și a fost numită după Tibor Kolbenheyer⁠(d). 
Obiectul prezintă o orbită caracterizată de o semiaxă mare de 2,3346023891497 UAi, o excentricitate de 0,11670199394899, o înclinație de 8,2239104379328 ° în raport cu ecliptica.